# Граймерат (Бернкастель-Віттліх)
Граймерат (нім. Greimerath) — громада в Німеччині, розташована в землі Рейнланд-Пфальц. Входить до складу району Бернкастель-Віттліх. Складова частина об'єднання громад Віттліх-Ланд.
Площа — 3,75 км2. Населення становить 241 ос. (станом на 31 грудня 2020).